# Totally Killer
Totally Killer è un film del 2023 diretto da Nahnatchka Khan. È stato presentato in anteprima al Fantastic Fest il 28 settembre 2023 per poi uscire su Prime Video il 6 ottobre 2023. Il film ha come protagonista Kiernan Shipka.

## Trama
Nella piccola città di Vernon, il 27, 29 e 31 ottobre 1987, tre ragazze adolescenti di nome Tiffany Clark, Marisa Song e Heather Hernandez vengono uccise brutalmente, ognuna accoltellata 16 volte nelle notti dei loro 16 compleanni. Il killer, mai identificato, verrà reso noto ai media come "il Killer delle sedicenni".
Nel presente, l'adolescente Jamie Hughes va a un concerto con il padre e l'amica Amelia la sera di Halloween, mentre sua madre, Pam, rimane a casa da sola. Pam, che era amica delle tre vittime del Killer delle sedicenni,  viene aggredita da un redivivo assassino, che la pugnala a morte. Mentre Jamie soffre per la morte di sua madre, aiuta Amelia a dare gli ultimi ritocchi alla macchina del tempo che ha creato per un progetto scolastico (creata grazie agli appunti della madre) e che sta segretamente ultimando nel luna park abbandonato. Nel frattempo, Jamie viene avvicinata dal reporter Chris Dubasage, amico di Pam divenuto famoso grazie ad un podcast sul Killer delle sedicenni, che le dice che la madre ricevette nel 1987 un biglietto dall'assassino che ha tenuto segreto e che recitava: "Tu sarai la prossima, un giorno".
Di notte, Jamie viene inseguita dal killer e si nasconde nella macchina del tempo, che si attiva e la rimanda al 1987. Si rende conto che, se riuscirà a fermare il raptus originale dell'assassino delle sedicenni, potrà salvare la vita di sua madre. Jamie, mascherata da studente in scambio dal Canada, scopre che Pam e le sue amiche erano disprezzate da tutti in città perché erano delle bulle. Jamie riesce a convincere la madre di Amelia, Lauren, e un adolescente di nome Doug, l'attuale preside della sua scuola, ad aiutarla. Nonostante Jamie riesca a infiltrarsi in una festa organizzata da Tiffany Clark, non riesce a fermare il suo omicidio: la presenza di Jamie, infatti, altera il corso degli eventi, portando Tiffany a non venire più uccisa in garage, ma nella camera da letto dei propri genitori. Sfruttando il trauma per legare con Pam, Jamie si infiltra nel loro gruppo e le convince a partire per il fine settimana, ma la cosa le si ritorce contro: finiscono nella baita dove Marisa è stata uccisa nella linea temporale originale. Jamie, cercando di proteggere Marisa, altera nuovamente la linea temporale, provocando la morte di Heather. Nel presente Amelia, aiutata da Chris, cerca di riparare la macchina del tempo, vedendo che le azioni di Jamie stanno alterando il loro presente.
La notte di Halloween, il gruppo si ritrova al parco divertimenti: mentre Lauren lavora per trasformare una giostra in una macchina del tempo improvvisata per permettere a Jamie di tornare nel presente, il gruppo tende una trappola al Killer delle sedicenni. Il gruppo attira l'assassino in una casa stregata dove li attacca, per poi essere impalato da Kara, lo sceriffo della città nel presente, con una falce. Doug si rivela l'assassino: era infatti il fidanzato di Trish, una ragazza morta in un incidente d'auto dopo esser stata fatta ubriacare da Tiffany, Marisa ed Heather ad una festa in cui Pam non era tuttavia presente. Mentre Jamie si interroga sul biglietto, in quanto la madre non è mai stata colpevole, appare un secondo killer che taglia la gola a Marisa.
Il secondo killer insegue Jamie, uccidendo nel mentre Norm Dubasage, giornalista e padre di Chris. I due si affrontano nella nuova macchina del tempo in funzione e l'assassino si rivela essere Chris del presente. Doug era l'assassino originale, ma Chris ha ucciso Pam e ha falsificato il biglietto per generare più contenuti per il suo podcast. I due si affrontano e Jamie riesce ad avere la meglio, spingendo Chris nella macchina rotante, che lo disintegra all'istante. Tornata nel presente, Jamie si riconcilia con Lauren adulta e scopre che la madre è ancora viva. Lauren, che nel corso degli anni ha atteso pazientemente il ritorno della ragazza, le consegna un libricino in cui sono segnate tutte le alterazioni provocate dal viaggio di Jamie nel 1987, mostrandone una proprio in quel momento: poiché i genitori di Jamie si sono riuniti prima del previsto (cosa che Jamie aveva più volte cercato di impedire per evitare alterazioni nel presente), la ragazza ha un fratello maggiore di nome Jamie, mentre il suo nuovo nome è Colette.

## Produzione
Nel maggio 2022, Amazon Studios e Blumhouse Television hanno annunciato il film Totally Killer, diretto da Nahnatchka Khan e scritto da Jen D'Angelo, David Matalon e Sasha Perl-Raver. Kiernan Shipka, Olivia Holt, Julie Bowen e Randall Park sono stati scelti per i ruoli principali. Il film è stato prodotto da Jason Blum. Le riprese principali si sono svolte dal 12 maggio al 23 giugno 2022 a Vancouver, nella Columbia Britannica.

## Accoglienza
Sul sito di recensioni Rotten Tomatoes, l'86% delle 86 recensioni della critica sono positive, con una valutazione media di 6,5/10. Il consenso del sito web recita: "Totally Killer potrebbe non sfruttare appieno la sua promettente presunzione, ma questo mashup horror/fantascienza che viaggia nel tempo è comunque divertente nel complesso." Metacritic, che utilizza una media ponderata, ha assegnato al film un punteggio di 62 su 100, basato su 16 critiche, indicando recensioni "generalmente favorevoli". Benjamin Lee del The Guardian ha assegnato al film 2/5 stelle.
Brandon Yu del New York Times ha scritto: "La sua ambientazione di ritorno al passato degli anni ottanta è povera di colore e vita, e i suoi elementi slasher mancano della grinta coreografica o cinematografica per indurre terrore, o addirittura tensione". Gli ha assegnato 1,5/4 stelle.